# سقاية عطية خاتون
سقاية عطية خاتون
أُنشأت هذه السقاية في بغداد خلال العهد العثماني ، وكان إنشائها للانتفاع العام للناس، وقد انشاتها السيدة عطية خاتون بنت محمود أغا بن عبد الله سنة 1892م، وهذه السقاية باتصال باب جامع العاقولي في شرقي بغداد ، ووقفت عليها دارا في محلة جديد حسن باشا، وشرطت صرف غلتها على اصلاح السقاية وترميمها، حيث اوكلت أمر توليتها إلى إسماعيل أفندي بن الحاج سليم بن أمين بن شعبان، وجعلت النظارة عليها للعلامة السيد نعمان خير الدين الالوسي (المتوفي سنة 1899م). ولم يبق للسقاية اليوم أثر، ويذكر انها زالت في الاربعينيات من القرن العشرين.